# Leonora Bilger
Leonora Bilger (3 février 1893 - 19 février 1975, née Neuffer) est une chimiste américaine qui étudie les composés azotés. Elle est une enseignante et une administratrice réputée à l'Université d'Hawaï pendant la majeure partie de sa carrière.

## Biographie
Bilger est née Leonora Neuffer le 3 février 1893 à Boston, Massachusetts. Elle est la fille de George Neuffer et Elizabeth Neuffer. Quand elle a environ 7 ans, sa famille déménage à Cincinnati, Ohio, où elle fréquente les écoles primaires et secondaires. Avant 1929, elle se marie avec Earl M. Bilger, un professeur à l'université de Cincinnati. Elle est décédée le 19 février 1975 à 82 ans
Bilger s'inscrit à l'Université de Cincinnati en 1909 et obtient son baccalauréat ès arts en chimie en 1913, ainsi que sa maîtrise en 1914. En 1916, elle obtient son doctorat en chimie de l'Université de Cincinnati où elle travaille plus tard.

## Carrière scientifique
Peu de temps après avoir obtenu son doctorat, Bilger devient la directrice du département de chimie du Sweet Briar College, poste qu'elle occupe pendant deux ans. En 1919, elle retourne au département de chimie de son alma mater, où elle reste pendant 10 ans. Bilger passe un an de 1924 à 1925 au Newnham College de l'Université de Cambridge en tant que Sarah Berliner Fellow. Après son passage à l'Université de Cincinnati, Bilger et son mari partent au département de chimie de l'Université d'Hawaï, où elle reste toute sa carrière professionnelle. Elle est promue chef de département en 1943 et occupe ce poste pendant 11 ans; en 1953, elle y devient professeur principal. En 1960, elle prend sa retraite et devient professeur émérite à l'université jusqu'en 1964, date à laquelle elle se retire complètement. Pendant son séjour à l'Université d'Hawaï, elle conçoit leur nouveau laboratoire de chimie. Achevée en 1951, l'installation de 70 000 pieds carrés a coûté 1,5 million de dollars et est nommée d'après les Bilgers en 1959  .
Les études de Bilger sur les composés azotés commencent avec son travail de thèse, qui concerne les hydroxylamines et les acides hydroxamiques. Lorsqu'elle revient au département de chimie de l'Université de Cincinnati, elle est chargée de diriger ses recherches. Elle étudie elle-même les produits chimiques azotés asymétriques pendant cette période. Bilger continue cette recherche à l'université d'Hawaii, cependant, elle alloue plus de temps à l'enseignement et aux devoirs administratifs. Ses recherches ultérieures portent sur la toxicité des produits chimiques anticancéreux. Elle examine également les stérols présents dans les huiles tropicales et les pigments des poivrons rouges.
En 1953, elle reçoit la Médaille Garvan-Olin, décernée par l'American Chemical Society pour son travail sur les composés azotés asymétriques. La médaille, décernée pour la première fois en 1936, est réservée aux femmes qui ont apporté une contribution significative au domaine de la chimie. Elle est membre de l'AAAS et de l'Académie des sciences de New York.